# Hémoglobine Fontainebleau
Pour les articles homonymes, voir Fontainebleau (homonymie).
L'hémoglobine Fontainebleau, notée HbFontainebleau [α21(B2)Ala→Pro] et parfois abrégé Hb FB, est un rare variant alpha (en) de l'hémoglobine.

## Structure et propriétés
Ce variant se manifeste par des propriétés électrophorétiques identiques à celle de l'Hb A, à l'exception de la focalisation isoélectrique qui le fait migrer comme l'Hb A1C. Il s'agit du premier exemple de substitution impliquant un résidu proline situé au début d'une hélice α.

## Occurrences
Le premier cas est enregistré en 1988 chez une fille de 15 ans d'origine italienne qui souffre du syndrome hémolytique et urémique depuis l'âge de 5 ans, une sphérocytose héréditaire ayant été diagnostiquée. Un autre cas se présente en 2009 chez un homme adulte originaire d'Irak et vivant en Nouvelle-Zélande, c'est le deuxième avec une microcytose,. En Inde, un premier cas est détecté en 2012 chez une fille de 3 ans issue d'une famille non consanguine de la caste Gavli (en) au Madhya Pradesh ; c'est par ailleurs le premier cas de l'Hb Fontainebleau en association avec l'Hb S. Un second cas indien apparaît en 2013 chez une femme enceinte de 35 ans issue d'un mariage non consanguin d'une famille Jat Sikh (en) au Pendjab.
Alors que jusque-là, seule une dizaine de cas a été recensée, douze nouveaux cas sont trouvés en 2013 au laboratoire médical du cité médicale Cheikh-Khalifa (en) (Abou Dabi). La prévalence observée est alors de 0.24 %, ce qui significativement plus élevé que le 0.0005 % trouvé dans un dépistage néonatal au Royaume-Uni publié en 2001 ainsi que le 0.0015 % à travers un programme de dépistage à Chypre publié en 2009,. Il s'agit donc pour le cas émirati de la prévalence la plus élevée signalée jusqu'alors, indiquant que le variant est relativement courant dans le pays. Une autre étude réalisée en 2017 en Oman montre que « sur 94 sujets, l'analyse moléculaire a confirmé l'Hb Fontainebleau dans 55 échantillons ».